# Йехуда Ашлаг
Йехуда Лейб Алеви Ашлаг (на иврит: רַבִּי יְהוּדָה לֵיבּ הַלֵּוִי אַשְׁלַג) е израелски равин и кабалист.
Роден е през 1885 година в Лодз в семейство на хасидистки учени и се занимава с Кабала от ранна възраст. Установява се в Палестина през 1922 година.
Автор е на „Перуш Асулам“ (коментар на книгата „Зохар“), по чието заглавие получава прозвището Баал Асулам.
Йехуда Ашлаг умира през 1954 година в Йерусалим.